# Hura
|  | Per a altres significats, vegeu «Hura (desambiguació)». |

Hura (en hebreu, חורה) és un poble beduí situat al districte del Sud d'Israel. Es troba a 13 km al nord-est de Beerxeba i adjacent a la localitat de Metar.
Hura fou fundada el 1989 i inclosa en l'antic consell regional de Shoket. El 1997 obtingué l'estatus de consell local. L'objectiu del municipi és acollir els nombrosos beduïns nòmades àrabs en set agrupacions urbanes i fer que s'estableixin en un lloc fix.
L'any 2002, l'Oficina Central d'Estadístiques d'Israel (CBS) va publicar un estudi en què es deia que Hura era el setè municipi més pobre d'Israel.